# Stiptopodius glabricollis
Stiptopodius glabricollis là một loài bọ cánh cứng trong họ Bọ hung (Scarabaeidae).